# Bötåberget
Bötåberget är ett naturreservat i Malung-Sälens kommun i Dalarnas län.
Området är naturskyddat sedan 2017 och är 111 hektar stort. Reservatet består av äldre barrskog och myrmark. På Bötåberget finns magra tallskogar.